# Paraoxypilus kimberleyensis
Paraoxypilus kimberleyensis är en bönsyrseart som beskrevs av Sjöstedt 1918. Paraoxypilus kimberleyensis ingår i släktet Paraoxypilus och familjen Amorphoscelidae. Inga underarter finns listade i Catalogue of Life.